# Turbonilla syrtensis
Turbonilla syrtensis is een slakkensoort uit de familie van de Pyramidellidae. De wetenschappelijke naam van de soort is voor het eerst geldig gepubliceerd in 1981 door van Aartsen.